# Troides brookiana
Espèce
Synonymes
Trogonoptera brookiana
Statut CITES
Trogonoptera brookiana ou Ornithoptère de Brooke est une espèce de lépidoptères (papillons) de la famille des Papilionidae et de la sous-famille des Papilioninae et du genre Trogonoptera. Elle est originaire d'Asie du Sud-Est insulaire.

## Taxinomie
Trogonoptera brookiana a été décrit par le naturaliste Alfred Russel Wallace en 1855 sous le nom initial d’Ornithoptera brookiana.
Synonymes : Troides brookianus et Troides brookiana.
Il a été nommé  en l'honneur de James Brooke, le Rajah de Sarawak (1803-1868).

### Nom vernaculaire
Trogonoptera brookiana se nomme Raja Brooke's Birdwing en anglais.

### Sous-espèces
- Trogonoptera brookiana brookiana
- Trogonoptera brookiana albescens Rothschild, 1895; présent en Malaisie
- Trogonoptera brookiana natunensis Rothschild, 1908; présent aux îles Natuna.
- Trogonoptera brookiana trogon (Vollenhoven, 1860; présent à Sumatra et en Malaisie[1].

## Description
Trogonoptera brookiana est un papillon d'une grande envergure, entre 12 cm à 18 cm, aux ailes postérieures festonnées, qui présente un dimorphisme sexuel. La posture habituelle au repos dans le milieu naturel est différente de celle le plus souvent présentée dans les collections ou les livres : les Trogonoptera se tiennent généralement les ailes antérieures déployées à plat et alignées perpendiculairement au corps, dans une position évoquant l'aile d'un paramoteur.

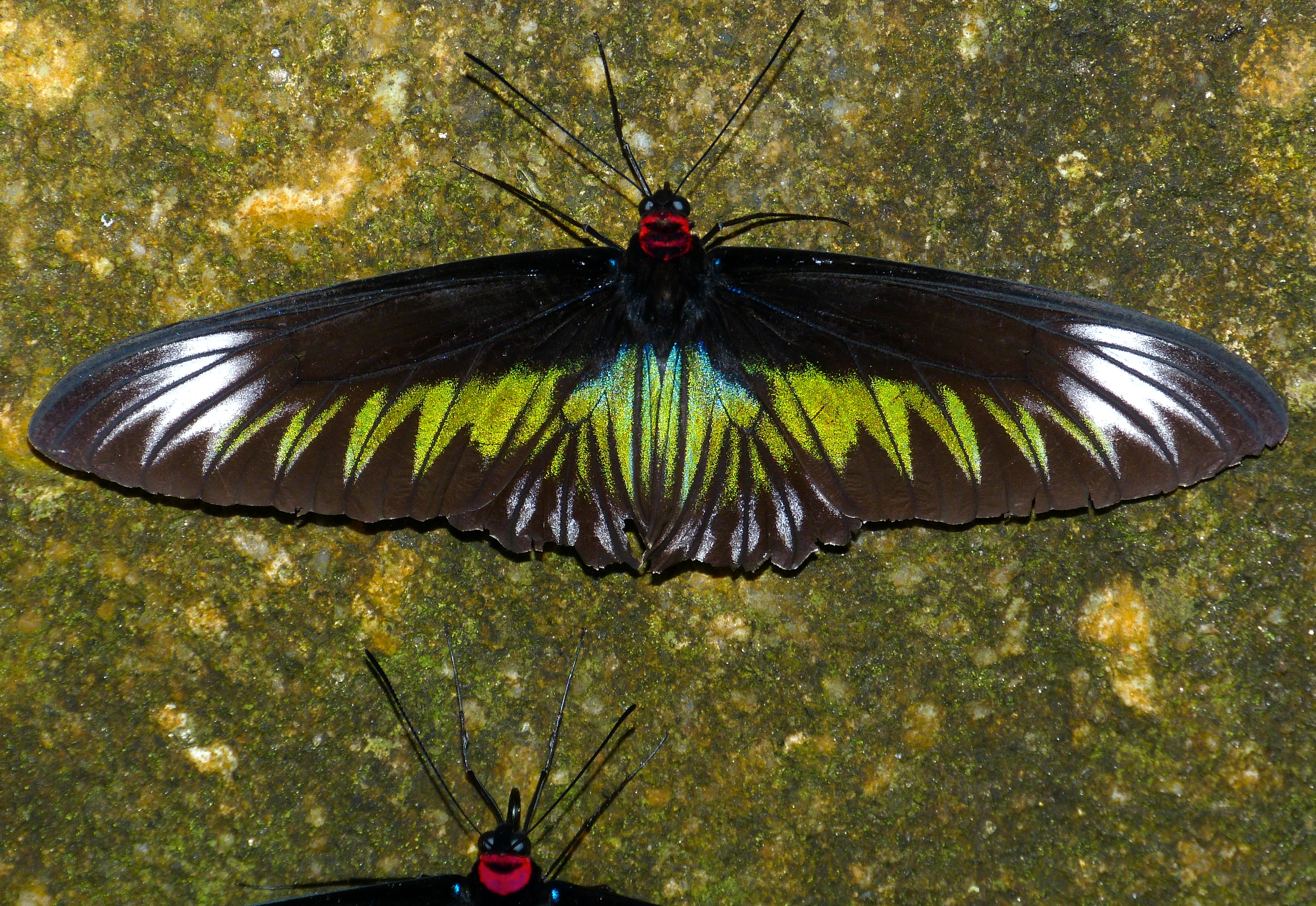
Trogonoptera brookiana albescens ♀
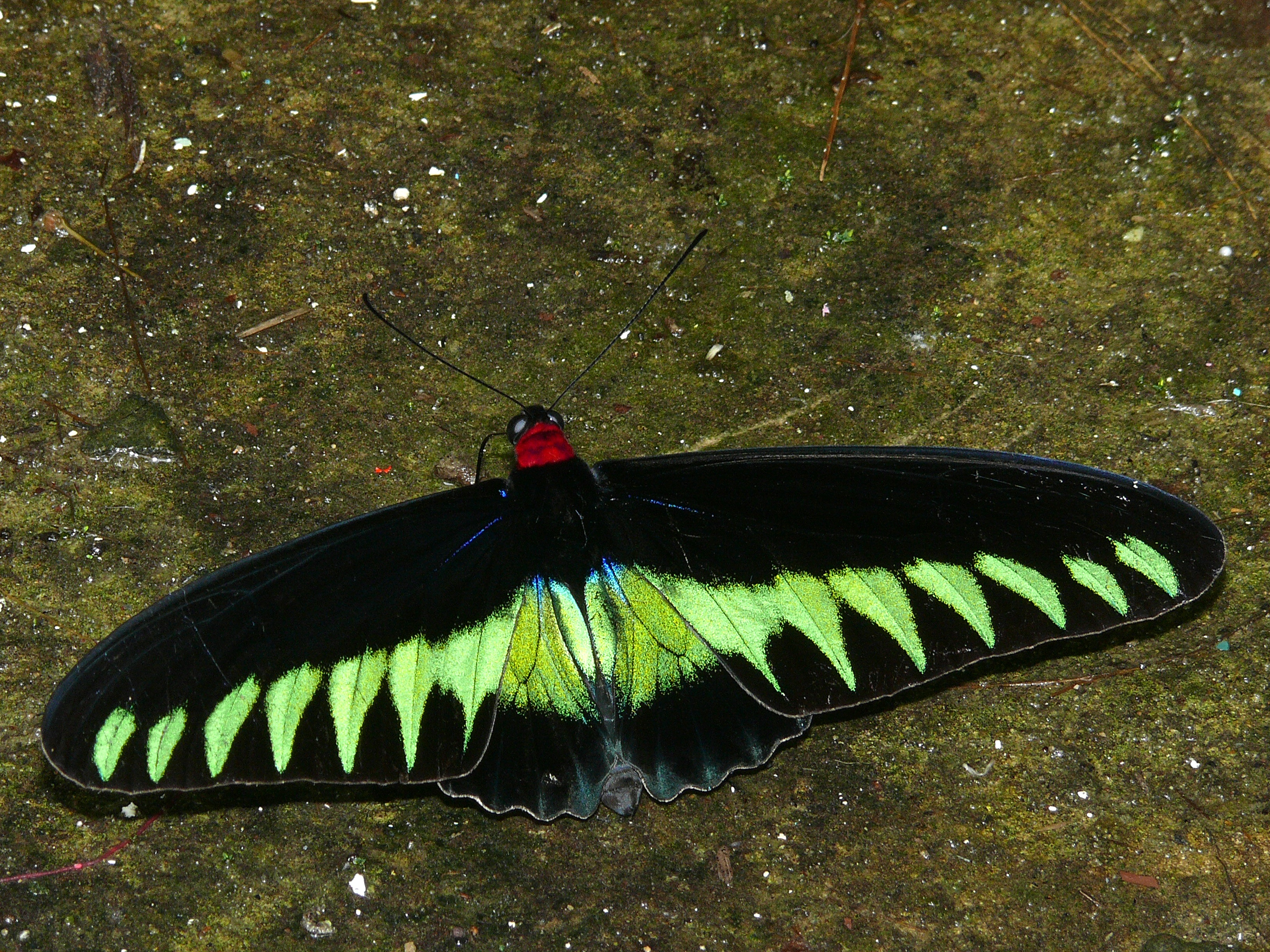
Trogonoptera brookiana ♂

Les mâles ont la tête couverte de poils rouge vif, le corps noir avec des marques vertes, les ailes antérieures noires ornées d'une bande de sept marques vert-électrique en pointe aiguë vers le bord externe et les ailes postérieures noires à partie basale verte marquée de veines noires. Les revers est noir avec aux ailes antérieures uniquement un zigzag vert et aux ailes postérieures une bande submarginale blanche marquée d'une ligne de points noirs. Ils différent des mâles de Trogonoptera trojana par une plus grande surface verte aux ailes postérieures.
Les femelles ont les ailes de couleur marron aux nervures soulignées de blanc. Sur le dessus elles sont discrètement ornées de vert.
Les adultes boivent le jus des fruits et le nectar des fleurs.

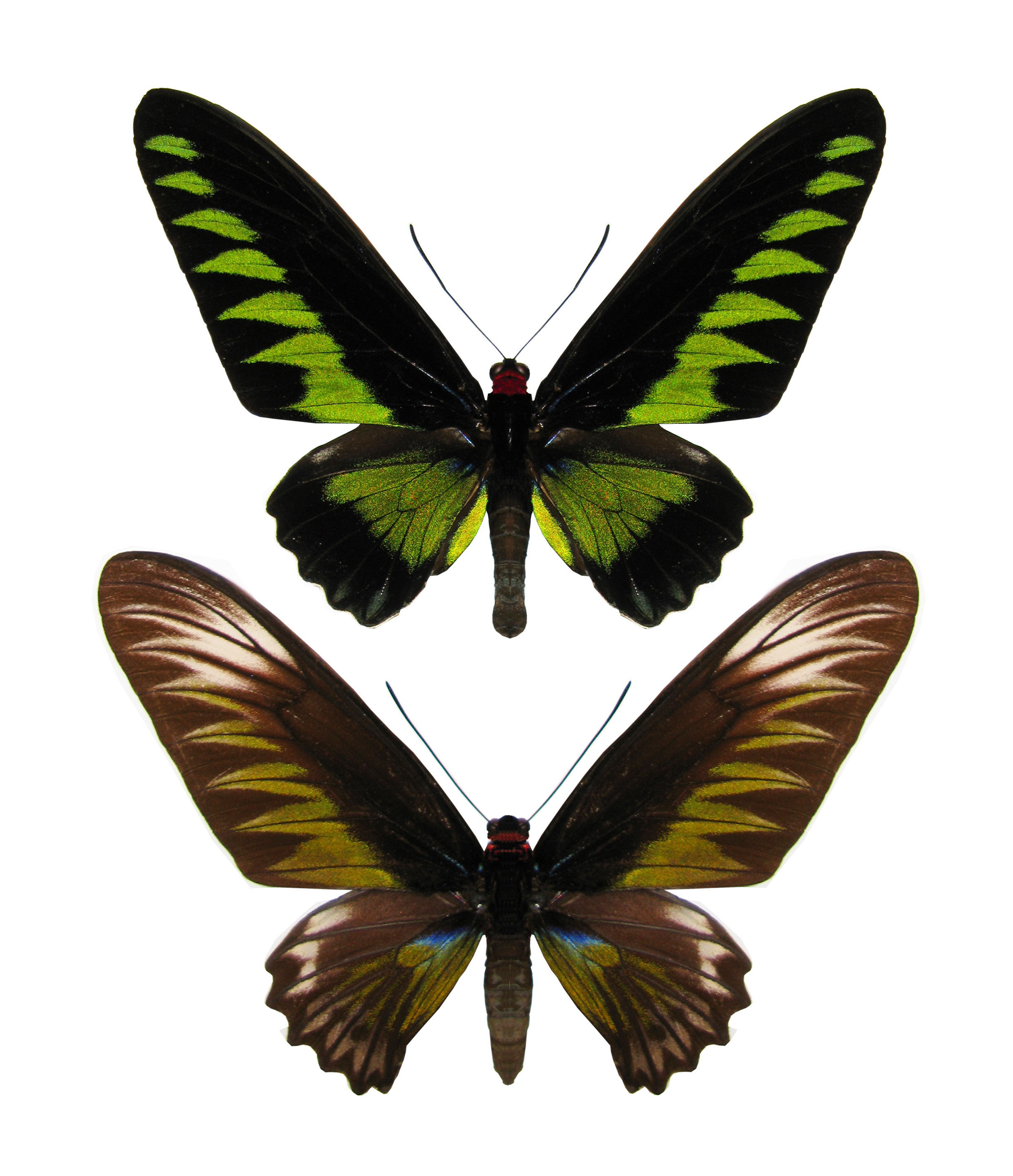
Mâle (en haut)
Femelle (en bas).

## Galerie

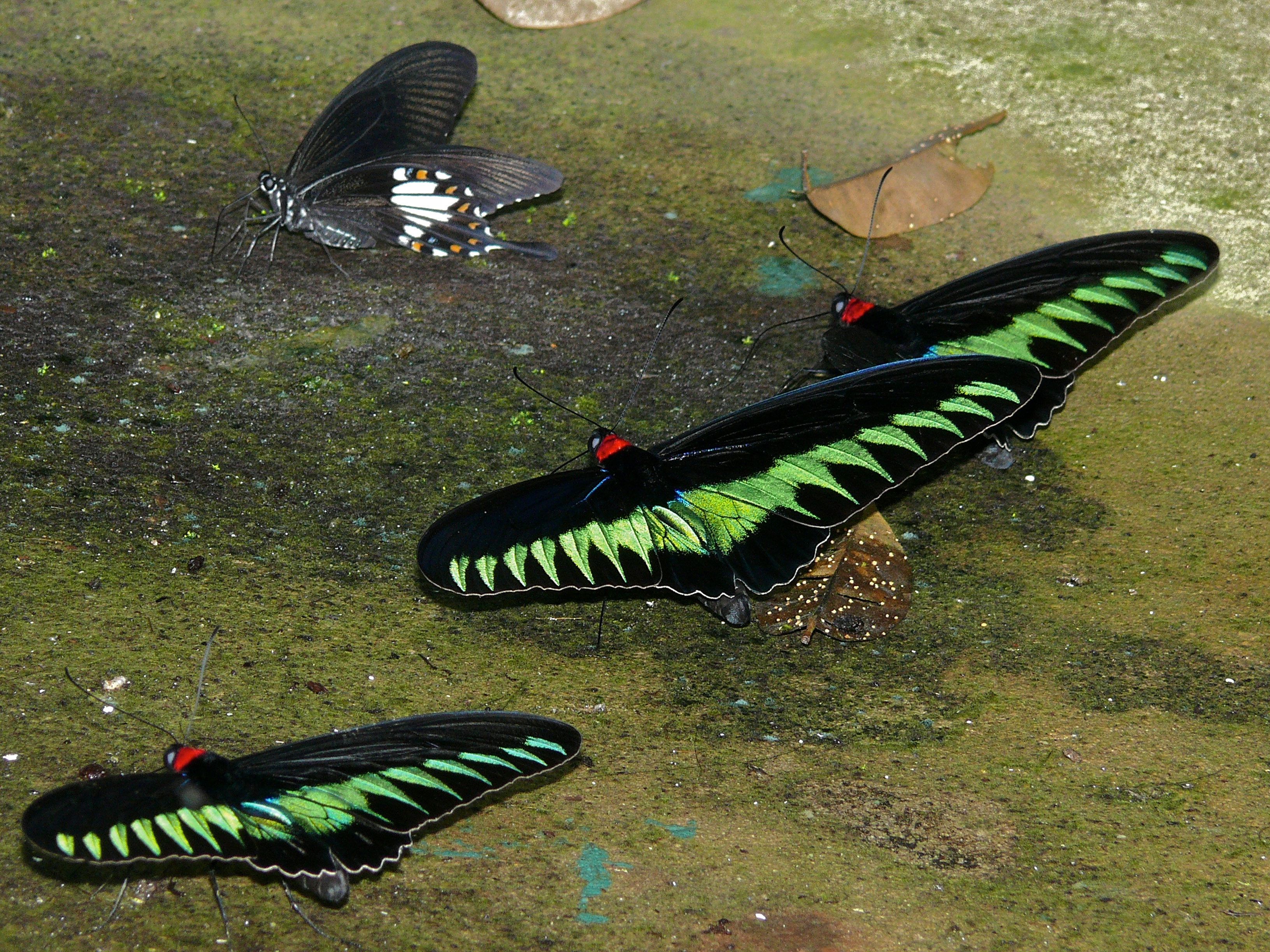
Groupe de mâles (Parc national du Gunung Mulu, Malaisie)
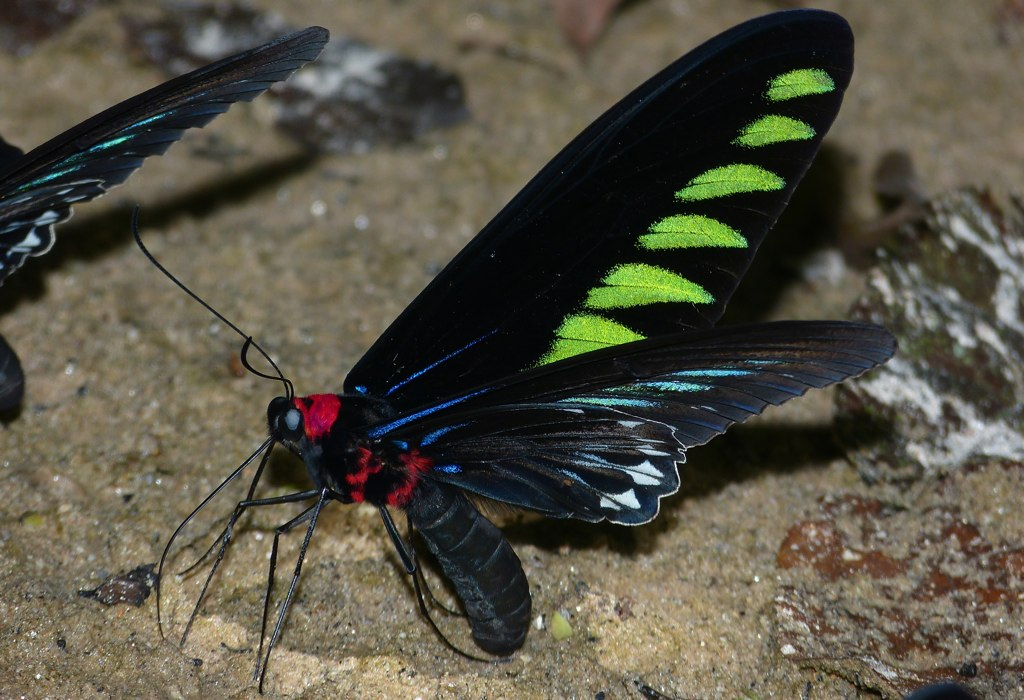
Trogonoptera brookiana albescens (Perak, Malaisie)
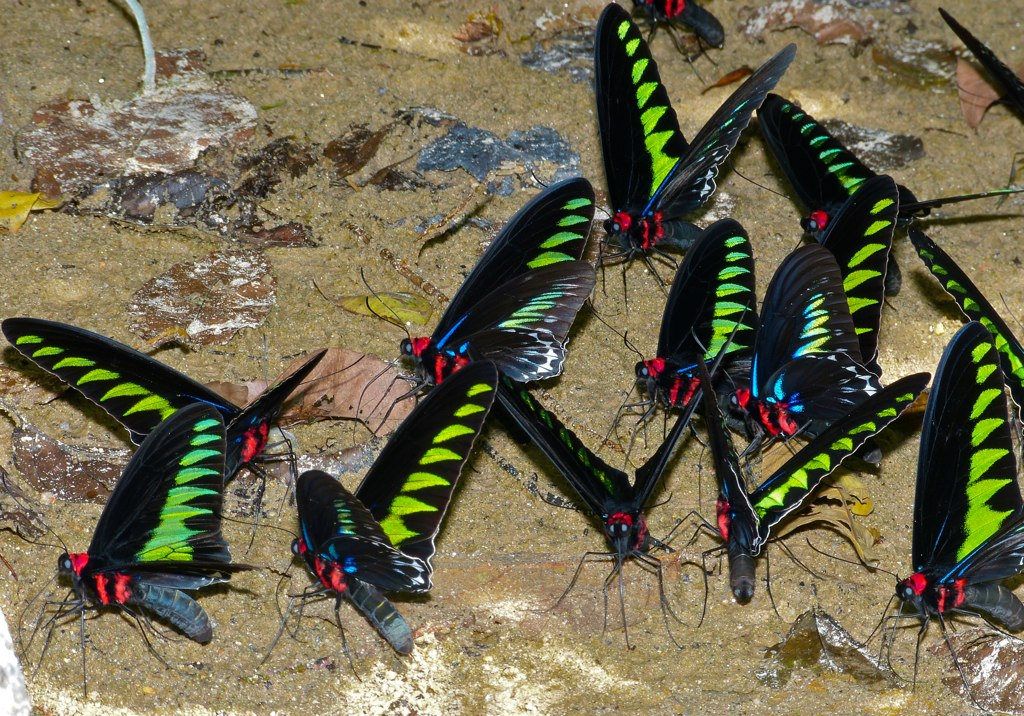
Groupe
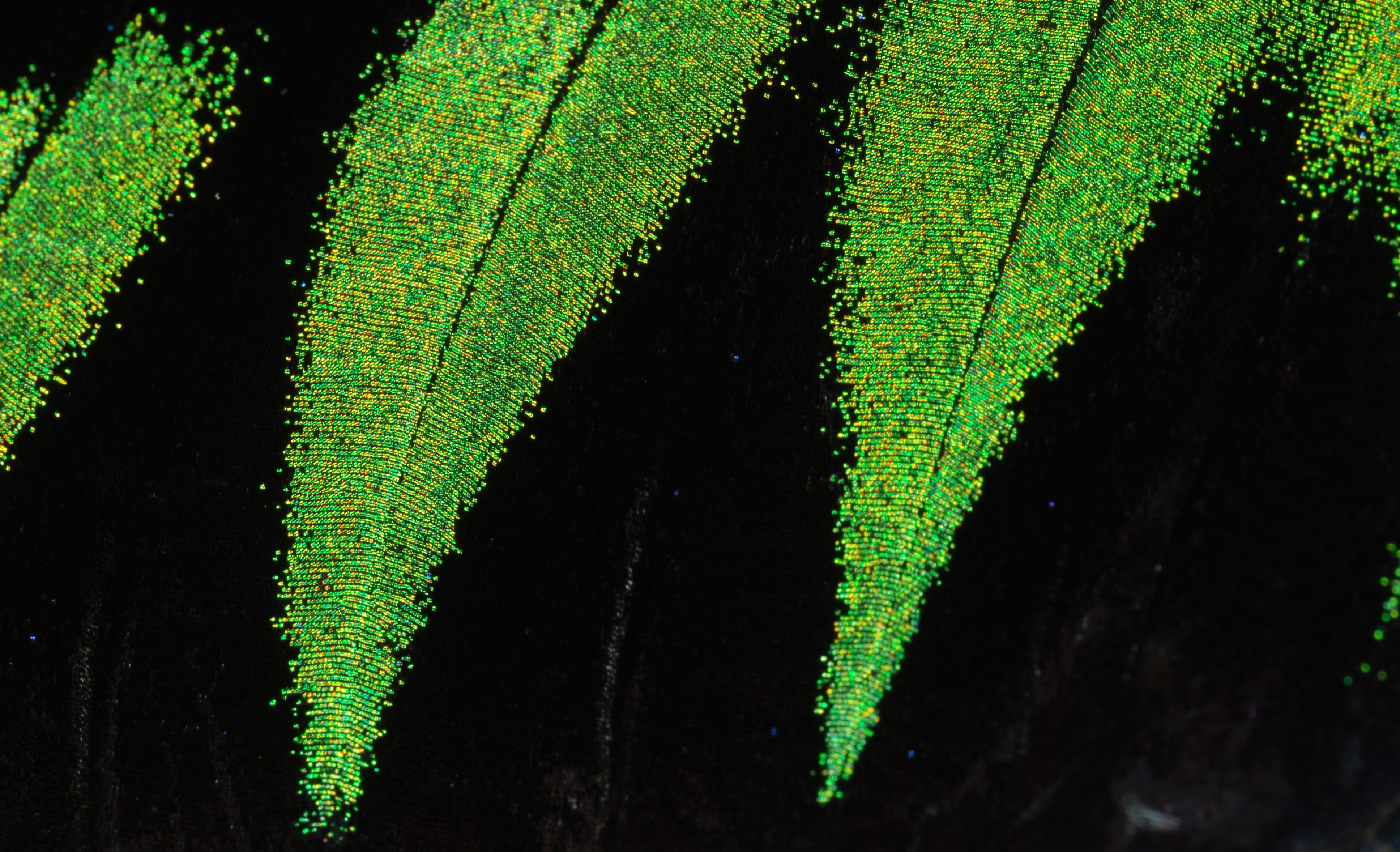
Détail de l'aile

## Biologie
C'est un insecte diurne.

### Chrysalide
La chrysalide de l'ornithoptère de Brooke ressemble à une feuille morte.

### Chenille
Elle est de couleur brun foncé à grise. Sa tête est grosse, noire et luisante.

### Plantes hôtes
Les plantes hôtes de sa chenille sont des aristoloches dont Aristolochia acuminata et Aristolochia foveolata,.

## Écologie et distribution
Trogonoptera brookiana est présent dans la péninsule Malaise (Thaïlande et Malaisie), à Bornéo, aux îles Natuna et dans de nombreuses petites îles à l'Ouest de Sumatra (îles Banyak, Simeulue, îles Batu et îles Mentawai). Il vit dans les forêts tropicales.

### Biotope
Troides aeacus réside dans les forêts tropicales humides.

### Protection
Trogonoptera brookiana est une espèce protégée, inscrite à l'Annexe II de la CITES (Convention sur le commerce international des espèces de faune et de flore sauvages menacées d'extinction) : son commerce international est limité.